# Sprookjesmolen
Sprookjesmolen is een Nederlandstalige sprookjesboek, geschreven door Paul Biegel en zijn vrouw Marijke Biegel-Sträter en uitgegeven in 1969 bij Uitgeverij Holland in Haarlem. Het boek is een bewerking van een Tsjechoslowaakse sprookjesbundel met tekeningen van Václav Sivko, dat datzelfde jaar bij uitgeverij Svoboda in Praag was gepubliceerd.